# Carissa Moore
Carissa Kainani Moore (Honolulu, 27 de agosto de 1992) é uma surfista profissional norte-americana, campeã do circuito feminino em 2011, 2013, 2015 ,2019 e 2020.
Obteve o primeiro ouro do surfe feminino em Jogos Olímpicos, conquistado na edição de 2020.